# Trichomyia biloba
Trichomyia biloba är en tvåvingeart som beskrevs av Quate 1999. Trichomyia biloba ingår i släktet Trichomyia och familjen fjärilsmyggor. Inga underarter finns listade i Catalogue of Life.